# Jean-François Jacques (conservateur)
 (février 2025).
Motif : Des sources primaires, autoalimentées, ne semble pas notable
- Archive Wikiwix
- Bing
- Cairn
- DuckDuckGo
- E. Universalis
- Gallica
- Google
- G. Books
- G. News
- G. Scholar
- Persée
- Qwant
- (zh) Baidu
- (ru) Yandex
- (wd) trouver des œuvres sur Wikidata

| 1. | Préciser le motif de la pose du bandeau. | Précisez le motif de la pose du bandeau en utilisant la syntaxe suivante : {{admissibilité à vérifier\|date=mars 2025\|motif=remplacez ce texte par le motif}}                                            |
| 2. | Informer les utilisateurs concernés.     | Pensez à avertir le créateur de l'article, par exemple, en insérant le code ci-dessous sur sa page de discussion : {{subst:avertissement admissibilité à vérifier\|Jean-François Jacques (conservateur)}} |

 (août 2024).
Pour les articles homonymes, voir Jacques et Jean-François Jacques.
Jean-François Jacques, né en 1947, est un conservateur français.

## Biographie

### Formation
Il est titulaire de plusieurs diplômes : une licence et une maîtrise de Lettres modernes ainsi qu'un CAFB.

### Carrière
Après avoir enseigné cinq ans en France et en Algérie, il est directeur des bibliothèques de Meylan, en Isère, de 1976 à 1984, puis de Romans-sur-Isère, dans la Drôme, de 1984 à 1993. De 1993 à 2003, il est conservateur en chef de la médiathèque d’Issy-les-Moulineaux.
Il est ensuite secrétaire général du Conseil supérieur des bibliothèques de 2003 à 2005 puis conservateur en chef à la ville de Paris, adjoint du chef du bureau des bibliothèques et responsable du service des publics et du réseau de 2005 à 2009.
De 2000 à 2003, il est président du groupe Île-de-France puis secrétaire national de l'Association des bibliothécaires de France.

### Retraite
Il prend sa retraite en 2009 mais garde une activité de consultant jusqu'en 2012.
Il est élu municipal depuis 2014 où il est chargé de la construction d'une médiathèque dans sa commune[Laquelle ?]. Il se consacre aussi à l'étude et à la promotion des œuvres de René Guy Cadou et Hélène Cadou.

## Publications
- Les nouvelles technologies dans les bibliothèques, Cercle de la librairie, 1996
- Le métier de bibliothécaire, Cercle de la librairie, 2003, 2010 et 2013
- Marielle de Miribel, Marie-Annick Bernard, Marie-Hélène Bretton, Marianne Briault, Florence Caroff, Filhol Sylvie, Jean-François Jacques, Hervé Marchand, Françoise Moreau et Nelly Vingtdeux, Concevoir des documents de communication à l'intention du public, ENSSIB, La boîte à outils, coll. « Médiathèmes » (no 8), juin 2001, 159 p. (ISBN 2-900177-28-6, lire en ligne)
- Béatrice Coignet, Jean-François Jacques et Catherine Picard (préf. Gilles Éboli), Mémento du bibliothécaire, ABF, coll. « Médiathèmes » (no 8), 2006 (lire en ligne)